# Ioan Popovici
Ioan Popovici, romunski general, * 1885, † 1956.